# Armin Kogler
Armin Kogler (ur. 4 września 1959 w Schwaz) – austriacki skoczek narciarski, który startował w barwach klubu Bezau. Czterokrotny medalista MŚ i dwukrotny MŚ w lotach, dwukrotny zwycięzca klasyfikacji generalnej Pucharu Świata (1980/1981 i 1981/1982), dwukrotny olimpijczyk. Drugi zawodnik 29. Turnieju Czterech Skoczni. Zwycięzca 13 konkursów PŚ. W 1984 został uhonorowany Medalem Holmenkollen (wraz z Jacobem Vaage oraz Larsem Erikiem Eriksenem). Jako pierwszy skoczek w historii Pucharu Świata stanął na podium klasyfikacji generalnej w czterech kolejnych latach (w kolejnych sezonach dokonali tego Matti Nykänen i Andreas Goldberger). Kogler jest również pierwszym i jednym z siedmiu skoczków, którzy co najmniej dwa razy z rzędu zdobyli Puchar Świata (ostatnim, który tego dokonał, jest Janne Ahonen w latach 2004–2005). W marcu 1980 roku ustanowił rekord świata, skacząc 176 metrów na skoczni mamuciej w Harrachovie. Swój rezultat poprawił podczas mistrzostw świata w lotach narciarskich w Oberstdorfie w 1981 roku, skacząc na odległość 180 metrów. Po dwóch latach, podczas czempionatu w 1983 roku, wynik ten o jeden metr poprawił Pavel Ploc.
Od 1989 pracuje jako pilot linii lotniczych Austrian Arrows oraz jako komentator dla telewizji ORF. Jego bratankiem jest inny austriacki skoczek – Martin Koch.

## Puchar Świata

### Miejsca w klasyfikacji generalnej
| Sezon     | Miejsce |
| --------- | ------- |
| 1979/1980 | 2.      |
| 1980/1981 | 1.      |
| 1981/1982 | 1.      |
| 1982/1983 | 3.      |
| 1983/1984 | 11.     |
| 1984/1985 | 34.     |

### Miejsca na podium
| Sezon PŚ  | 1. miejsce | 2. miejsce | 3. miejsce | razem |
| 1979/1980 | 5          | 2          | 2          | 9     |
| 1980/1981 | 3          | 5          | 4          | 12    |
| 1981/1982 | 3          | –          | 4          | 7     |
| 1982/1983 | 2          | 5          | 2          | 9     |
| 1983/1984 | –          | –          | –          | –     |
| 1984/1985 | –          | –          | –          | –     |
| suma      | 13         | 12         | 12         | 37    |

### Miejsca na podium chronologicznie
- Sapporo 12 stycznia 1980 – 3. miejsce
- Thunder Bay 19 stycznia 1980 – 1. miejsce
- Thunder Bay 20 stycznia 1980 – 1. miejsce
- Lahti 8 marca 1980 – 1. miejsce
- Falun 11 marca 1980 – 3. miejsce
- Oslo 16 marca 1980 – 1. miejsce
- Planica 21 marca 1980 – 2. miejsce
- Planica 22 marca 1980 – 2. miejsce
- Szczyrbskie Jezioro 25 marca 1980 – 1. miejsce
- Garmisch-Partenkirchen 1 stycznia 1981 – 3. miejsce
- Innsbruck 4 stycznia 1981 – 3. miejsce
- Bischofshofen 6 stycznia 1981 – 1. miejsce
- Harrachov 10 stycznia 1981 – 2. miejsce
- Sankt Moritz 21 stycznia 1981 – 3. miejsce
- Gstaad 23 stycznia 1981 – 2. miejsce
- Engelberg 25 stycznia 1981 – 2. miejsce
- Sapporo 14 lutego 1981 – 1. miejsce
- Sapporo 15 lutego 1981 – 3. miejsce
- Falun 10 marca 1981 – 1. miejsce
- Bærum 17 marca 1981 – 2. miejsce
- Planica 22 marca 1981 – 2. miejsce
- Bischofshofen 6 stycznia 1982 – 3. miejsce
- Sapporo 17 stycznia 1982 – 1. miejsce
- Sankt Moritz 27 stycznia 1982 – 1. miejsce
- Oslo 21 lutego 1982 – 1. miejsce
- Oslo 28 lutego 1982 – 3. miejsce
- Bad Mitterndorf 14 marca 1982 – 3. miejsce
- Engelberg 31 stycznia 1982 – 3. miejsce
- Oberstdorf 30 grudnia 1982 – 3. miejsce
- Garmisch-Partenkirchen 1 stycznia 1983 – 1. miejsce
- Lake Placid 15 stycznia 1983 – 2. miejsce
- Lake Placid 16 stycznia 1983 – 2. miejsce
- Lahti 27 lutego 1983 – 2. miejsce
- Falun 4 marca 1983 – 2. miejsce
- Lahti 6 marca 1983 – 2. miejsce
- Bærum 11 marca 1983 – 1. miejsce
- Oslo 13 marca 1983 – 3. miejsce

### Miejsca w poszczególnych konkursachPucharu Świata
| Sezon 1979/1980                                          |                        |                        |               |               |                        |              |               |                   |              |             |              |              |              |             |           |              |          |                     |                     |                     |            |         |                     |                     |        |
| Cortina d’Ampezzo                                        | Oberstdorf             | Garmisch-Partenkirchen | Innsbruck     | Bischofshofen | Sapporo                | Sapporo      | Thunder Bay   | Thunder Bay       | Zakopane     | Zakopane    | Saint-Nizier | Saint-Nizier | Sankt Moritz | Gstaad      | Engelberg | Vikersund    | Lahti    | Lahti               | Falun               | Oslo                | Planica    | Planica | Szczyrbskie Jezioro | Szczyrbskie Jezioro | punkty |
| 8                                                        | 19                     | 32                     | 34            | 22            | 3                      | 5            | 1             | 1                 | –            | –           | –            | –            | –            | –           | –         | –            | 1        | 22                  | 3                   | 1                   | 2          | 2       | 10                  | 1                   | 220    |
| Sezon 1980/1981                                          |                        |                        |               |               |                        |              |               |                   |              |             |              |              |              |             |           |              |          |                     |                     |                     |            |         |                     |                     |        |
| Oberstdorf                                               | Garmisch-Partenkirchen | Innsbruck              | Bischofshofen | Harrachov     | Liberec                | Sankt Moritz | Gstaad        | Engelberg         | Ironwood     | Ironwood    | Sapporo      | Sapporo      | Thunder Bay  | Thunder Bay | Chamonix  | Saint-Nizier | Lahti    | Lahti               | Falun               | Oslo                | Bærum      | Planica | Planica             | punkty              | punkty |
| 4                                                        | 3                      | 3                      | 1             | 2             | 5                      | 3            | 2             | 2                 | –            | –           | 1            | 3            | –            | –           | –         | –            | 9        | 8                   | 1                   | 8                   | 2          | 13      | 2                   | 205                 | 205    |
| Sezon 1981/1982                                          |                        |                        |               |               |                        |              |               |                   |              |             |              |              |              |             |           |              |          |                     |                     |                     |            |         |                     |                     |        |
| Cortina d’Ampezzo                                        | Oberstdorf             | Garmisch-Partenkirchen | Innsbruck     | Bischofshofen | Sapporo                | Sapporo      | Thunder Bay   | Thunder Bay       | Sankt Moritz | Engelberg   | Oslo         | Oslo         | Lahti        | Lahti       | Tauplitz  | Tauplitz     | Tauplitz | Szczyrbskie Jezioro | Szczyrbskie Jezioro | Planica             | Planica    | punkty  | punkty              | punkty              | punkty |
| 13                                                       | 13                     | 23                     | 24            | 3             | 10                     | 1            | 4             | 4                 | 1            | 3           | 1            | 3            | 6            | 5           | 4         | 4            | 3        | 4                   | 8                   | 7                   | 4          | 189     | 189                 | 189                 | 189    |
| Sezon 1982/1983                                          |                        |                        |               |               |                        |              |               |                   |              |             |              |              |              |             |           |              |          |                     |                     |                     |            |         |                     |                     |        |
| Cortina d’Ampezzo                                        | Oberstdorf             | Garmisch-Partenkirchen | Innsbruck     | Bischofshofen | Harrachov              | Harrachov    | Lake Placid   | Lake Placid       | Thunder Bay  | Thunder Bay | Sankt Moritz | Gstaad       | Engelberg    | Vikersund   | Vikersund | Vikersund    | Falun    | Falun               | Lahti               | Lahti               | Bærum      | Oslo    | Planica             | Planica             | punkty |
| 15                                                       | 3                      | 1                      | 22            | 25            | 5                      | 8            | 2             | 2                 | 16           | 4           | 21           | 8            | 37           | 10          | 16        | 11           | 7        | 2                   | 2                   | 2                   | 1          | 3       | 15                  | 6                   | 211    |
| Sezon 1983/1984                                          |                        |                        |               |               |                        |              |               |                   |              |             |              |              |              |             |           |              |          |                     |                     |                     |            |         |                     |                     |        |
| Thunder Bay                                              | Thunder Bay            | Lake Placid            | Lake Placid   | Oberstdorf    | Garmisch-Partenkirchen | Innsbruck    | Bischofshofen | Cortina d’Ampezzo | Harrachov    | Liberec     | Sapporo      | Sapporo      | Sarajewo     | Sarajewo    | Lahti     | Lahti        | Falun    | Lillehammer         | Oslo                | Oberstdorf          | Oberstdorf | Planica | Planica             | punkty              | punkty |
| 30                                                       | 6                      | 7                      | 4             | 30            | 24                     | 11           | 14            | –                 | 6            | 7           | –            | –            | 52           | 6           | 12        | 10           | 27       | 8                   | 9                   | 31                  | 20         | –       | –                   | 85                  | 85     |
| Sezon 1984/1985                                          |                        |                        |               |               |                        |              |               |                   |              |             |              |              |              |             |           |              |          |                     |                     |                     |            |         |                     |                     |        |
| Thunder Bay                                              | Thunder Bay            | Lake Placid            | Lake Placid   | Oberstdorf    | Garmisch-Partenkirchen | Innsbruck    | Bischofshofen | Cortina d’Ampezzo | Sapporo      | Sapporo     | Sankt Moritz | Engelberg    | Harrachov    | Lahti       | Lahti     | Örnsköldsvik | Falun    | Oslo                | Szczyrbskie Jezioro | Szczyrbskie Jezioro | punkty     | punkty  | punkty              | punkty              | punkty |
| 26                                                       | 38                     | 22                     | 21            | 8             | 36                     | 15           | 95            | –                 | 23           | 5           | 32           | 21           | –            | –           | –         | –            | –        | –                   | –                   | –                   | 20         | 20      | 20                  | 20                  | 20     |
| Legenda                                                  |                        |                        |               |               |                        |              |               |                   |              |             |              |              |              |             |           |              |          |                     |                     |                     |            |         |                     |                     |        |
| 1 2 3 4–10 11–15 poniżej 15 - – zawodnik nie wystartował |                        |                        |               |               |                        |              |               |                   |              |             |              |              |              |             |           |              |          |                     |                     |                     |            |         |                     |                     |        |

## Igrzyska olimpijskie
| Miejsce | Dzień     | Rok  | Miejscowość | Konkurs                         | Wynik     | Strata   | Zwycięzca      |
| ------- | --------- | ---- | ----------- | ------------------------------- | --------- | -------- | -------------- |
| 12.     | 17 lutego | 1980 | Lake Placid | Skocznia normalna indywidualnie | 234,8 pkt | 31,5 pkt | Toni Innauer   |
| 5.      | 23 lutego | 1980 | Lake Placid | Skocznia duża indywidualnie     | 245,6 pkt | 25,4 pkt | Jouko Törmänen |
| 52.     | 12 lutego | 1984 | Sarajewo    | Skocznia normalna indywidualnie | 153,1 pkt | 62,1 pkt | Jens Weißflog  |
| 6.      | 18 lutego | 1984 | Sarajewo    | Skocznia duża indywidualnie     | 195,6 pkt | 35,6 pkt | Matti Nykänen  |

## Mistrzostwa świata
| Miejsce | Dzień       | Rok  | Miejscowość      | Konkurs                         | Wynik     | Strata   | Zwycięzca     |
| ------- | ----------- | ---- | ---------------- | ------------------------------- | --------- | -------- | ------------- |
| 1.      | 21 lutego   | 1982 | Oslo             | Skocznia normalna indywidualnie | 250,1 pkt | -        | -             |
| 2.      | 26 lutego   | 1982 | Oslo             | Skocznia duża drużynowo         | 717,6 pkt | 0,9 pkt  | Norwegia      |
| 3.      | 28 lutego   | 1982 | Oslo             | Skocznia duża indywidualnie     | 244,7 pkt | 13,2 pkt | Matti Nykänen |
| 4.      | 26 lutego   | 1984 | Engelberg        | Skocznia duża drużynowo         | 561,0 pkt | 57,3 pkt | Finlandia     |
| 13.     | 20 stycznia | 1985 | Seefeld in Tirol | Skocznia duża indywidualnie     | 201,4 pkt | 22,8 pkt | Per Bergerud  |
| 2.      | 22 stycznia | 1985 | Seefeld in Tirol | Skocznia duża drużynowo         | 579,2 pkt | 3,8 pkt  | Finlandia     |
| 20.     | 26 stycznia | 1985 | Seefeld in Tirol | Skocznia normalna indywidualnie | 190,8 pkt | 34,5 pkt | Jens Weißflog |

## Mistrzostwa świata w lotach
| Miejsce | Dzień     | Rok  | Miejscowość | Konkurs            | Wynik      | Strata   | Zwycięzca      |
| ------- | --------- | ---- | ----------- | ------------------ | ---------- | -------- | -------------- |
| 1.      | 18 marca  | 1979 | Planica     | Loty indywidualnie | 741,5 pkt  | -        | -              |
| 2.      | 27 lutego | 1981 | Oberstdorf  | Loty indywidualnie | 1140,5 pkt | 60,5 pkt | Jari Puikkonen |
| 4.      | 18 marca  | 1983 | Harrachov   | Loty indywidualnie | 1043,0 pkt | 8,0 pkt  | Klaus Ostwald  |

## Turniej Czterech Skoczni
- - Turniej Czterech Skoczni 1981: 2. miejsce
  - Turniej Czterech Skoczni 1982: 10. miejsce